# Памятники истории и культуры Житикаринского района
Памятники истории и культуры местного значения Житикаринского района — отдельные постройки, здания и сооружения, некрополи, произведения монументального искусства, памятники археологии, включенные в Государственный список памятников истории и культуры местного значения Житикаринского района. Списки памятников истории и культуры местного значения утверждаются исполнительным органом региона по представлению уполномоченного органа по охране и использованию историко-культурного наследия.
В Государственном списке памятников истории и культуры местного значения города в редакции постановления акимата Костанайской области от 31 марта 2020 года числились 94 наименований, из которых все являются памятниками археологии.

## Список памятников

### Археология
| Номер в списке | Название                        | Изображение | Годы постройки                      | Место нахождения                                                                  |
| -------------- | ------------------------------- | ----------- | ----------------------------------- | --------------------------------------------------------------------------------- |
| 491            | Курган Аймагамбет I             |             | ранний железный век                 | 8 километров к северу от села Аккарга                                             |
| 492            | Курганная группа Аймагамбет II  |             | ранний железный век                 | 9 километров к северо-востоку от села Аккарга                                     |
| 493            | Каменная оградка Аймагамбет III |             | ранний железный век                 | 7 километров к северо-востоку от села Аккарга                                     |
| 494            | Курганная группа Аймагамбет IV  |             | ранний железный век                 | 6,5 километра к востоку от села Аккарга                                           |
| 495            | Курганная группа Аймагамбет V   |             | ранний железный век                 | 6 километров к востоку от села Аккарга                                            |
| 496            | Курган Аймагамбет VI            |             | ранний железный век                 | 9 километров к западу от села Аккарга                                             |
| 497            | Курган Аймагамбет VII           |             | ранний железный век                 | 9,1 километра к западу от села Аккарга                                            |
| 498            | Курганная группа Кокпекты I     |             | средневековье                       | 9,2 километра к югу от села Волгоградское                                         |
| 499            | Курган Кокпекты II              |             | средневековье                       | 9 километров к югу от села Волгоградское                                          |
| 500            | Курган Кокпекты III             |             | средневековье                       | 8 километров к югу от села Волгоградское                                          |
| 501            | Курган Кокпекты IV              |             | средневековье                       | 7,5 километра к югу от села Волгоградское                                         |
| 502            | Курганная группа Кокпекты V     |             | средневековье                       | 5 километров к югу от села Волгоградское                                          |
| 503            | Курганная группа Кокпекты VI    |             | средневековье                       | 5,2 километра к югу от села Волгоградское                                         |
| 504            | Курганная группа Даулбай I      |             | эпоха бронзы – ранний железный век  | 0,8 километра к востоку – северо-востоку от села Тургеновка                       |
| 505            | Курганная группа Даулбай II     |             | эпоха бронзы – ранний железный век  | 6 километров к северо-востоку от села Тургеновка                                  |
| 506            | Курган Даулбай III              |             | ранний железный век                 | 7 километров к северо-востоку от села Тургеновка                                  |
| 507            | Курганная группа Даулбай IV     |             | эпоха бронзы – ранний железный век  | 9 километров к северо-востоку от села Тургеновка                                  |
| 508            | Курган Даулбай V                |             | эпоха бронзы – ранний железный век  | 9 километров к северо-востоку от села Тургеновка                                  |
| 509            | Курган Даулбай VI               |             | эпоха бронзы – ранний железный век  | 9,5 километра к северо-востоку от села Тургеновка                                 |
| 510            | Курган Житикара I               |             | средневековье                       | 4 километра к юго-востоку от городской телевышки                                  |
| 511            | Курган Житикара II              |             | ранний железный век                 | 3,5 километра к юго-востоку от городской телевышки                                |
| 512            | Курганная группа Житикара III   |             | эпоха бронзы – ранний железный век  | 4,5 километра к югу от городской телевышки                                        |
| 513            | Курганная группа Житикара IV    |             | ранний железный век – средневековье | 8,25 километра к юго-западу от городской телевышки                                |
| 514            | Курганная группа Житикара V     |             | средневековье                       | 9,5 километра к юго-востоку от городской телевышки                                |
| 515            | Курганная группа Житикара VI    |             | ранний железный век                 | 9,3 километра к юго-западу от городской телевышки                                 |
| 516            | Курганная группа Житикара VII   |             | ранний железный век                 | 7,7 километра к юго-западу от городской телевышки                                 |
| 517            | Курган Житикара VIII            |             | ранний железный век                 | 8 километров к юго-западу от городской телевышки                                  |
| 518            | Поселение Желкуар I             |             | эпоха бронзы                        | 5 километров к северо-востоку от села Ырсай                                       |
| 519            | Стоянка Желкуар II              |             | эпоха верхнего палеолита            | 4 километра к северо-востоку от села Ырсай                                        |
| 520            | Курган Желкуар III              |             | ранний железный век                 | 3,5 километра к северо-востоку от села Ырсай                                      |
| 521            | Курган Желкуар IV               |             | ранний железный век                 | 1,5 километра к югу от села Чайковское                                            |
| 522            | Курган Желкуар V                |             | ранний железный век – средневековье | 1 километр к юго-востоку от села Чайковское                                       |
| 523            | Курган Желкуар VI               |             | ранний железный век                 | 13 километров к северо-западу от села Забеловка                                   |
| 524            | Курган Желкуар VII              |             | ранний железный век                 | 10 километров к западу – северо-западу от села Забеловка                          |
| 525            | Курган Желкуар VIII             |             | ранний железный век                 | 10,1 километра к западу – северо-западу от села Забеловка                         |
| 526            | Курган Желкуар IX               |             | ранний железный век – средневековье | 0,4 километра к юго-востоку от восточной окраины села Чайковское                  |
| 527            | Курган Желкуар X                |             | ранний железный век                 | 0,35 километра к востоку от села Чайковское                                       |
| 528            | Курган Желкуар XI               |             | ранний железный век                 | 0,32 километра к юго-востоку от восточной окраины села Чайковское                 |
| 529            | Курган Желкуар XII              |             | ранний железный век – средневековье | 2 километра к востоку – юго-востоку от села Чайковское                            |
| 530            | Курганная группа Желкуар XIII   |             | ранний железный век                 | 5 километров к востоку от села Чайковское                                         |
| 531            | Курган Желкуар XIV              |             | ранний железный век – средневековье | 6,75 километра к востоку от села Чайковское                                       |
| 532            | Курган Желкуар XV               |             | ранний железный век                 | 7,5 километра к востоку – юго-востоку от села Чайковское                          |
| 533            | Курган Желкуар XVI              |             | ранний железный век                 | 9,15 километра к юго-востоку от села Чайковское                                   |
| 534            | Курган Желкуар XVII             |             | ранний железный век                 | 0,7 километра к юго-востоку от склада горюче-смазочных материалов села Чайковское |
| 535            | Курган Желкуар XVIII            |             | ранний железный век                 | 0,9 километра к юго-востоку от села Чайковское                                    |
| 536            | Курган Желкуар XIX              |             | средневековье                       | 10 километров к востоку от села Чайковское                                        |
| 537            | Курган Желкуар XX               |             | средневековье                       | 10,5 километра к юго-востоку от села Чайковское                                   |
| 538            | Курган Желкуар XXI              |             | средневековье                       | 11,5 километра к юго-востоку от села Чайковское                                   |
| 539            | Курганная группа Желкуар XXII   |             | ранний железный век – средневековье | 14 километров к юго-востоку от села Чайковское                                    |
| 540            | Курган Каратюбе I               |             | ранний железный век                 | 12 километров к юго-западу от села Чайковское                                     |
| 541            | Курганная группа Каратюбе II    |             | ранний железный век                 | 9 километров к юго-западу от села Чайковское                                      |
| 542            | Курган Каратюбе III             |             | ранний железный век – средневековье | 8 километров к юго-западу от села Чайковское                                      |
| 543            | Курган Каратюбе IV              |             | средневековье                       | 7,8 километра к юго-западу от села Чайковское                                     |
| 544            | Стоянка Мариинская I            |             | эпоха неолита                       | 8,8 километра к юго-западу от села Чайковское                                     |
| 545            | Курганная группа Коржубай       |             | ранний железный век                 | 2 километра к юго-западу от села Кусакан                                          |
| 546            | Курган Львовка                  |             | ранний железный век                 | 0,2 километра от северо-восточной окраины села Львовка                            |
| 547            | Курганная группа Мечетное I     |             | ранний железный век                 | 3 километра к северу от села Приречное                                            |
| 548            | Курган Мечетное VI              |             | ранний железный век                 | 5 километров к юго-западу от села Приречное                                       |
| 549            | Курган Мечетное VII             |             | ранний железный век                 | 5,5 километра к юго-западу от села Приречное                                      |
| 550            | Курганная группа Мечетное VIII  |             | ранний железный век                 | 6 километров к юго-западу от села Приречное                                       |
| 551            | Курган Мечетное IX              |             | ранний железный век                 | 6,2 километра к югу от села Приречное                                             |
| 552            | Курган Мечетное X               |             | ранний железный век                 | 5 километров к югу от села Приречное                                              |
| 553            | Курганная группа Мечетное XI    |             | ранний железный век                 | 4 километра к северу от села Приречное                                            |
| 554            | Курган Тохтарово I              |             | ранний железный век                 | 1,5 километра к юго-востоку от села Тохтарово                                     |
| 555            | Курган Тохтарово II             |             | ранний железный век                 | 5,2 километра к северо-западу от села Тохтарово                                   |
| 556            | Курган Тохтарово III            |             | ранний железный век                 | 5 километров к северо-западу от села Тохтарово                                    |
| 557            | Курган Тохтарово IV             |             | ранний железный век                 | 2 километра к северу от села Тохтарово                                            |
| 558            | Курган Тохтарово V              |             | ранний железный век                 | 1,5 километра к северу от села Тохтарово                                          |
| 559            | Курган Тохтарово VI             |             | ранний железный век                 | 0,8 километра к северу от села Тохтарово                                          |
| 560            | Курган Тохтарово VII            |             | ранний железный век                 | 2,5 километра к юго-востоку от села Тохтарово                                     |
| 561            | Курган "с усами" Тохтарово VIII |             | ранний железный век                 | 4 километра к юго-востоку от села Тохтарово                                       |
| 562            | Курган Тохтарово IX             |             | ранний железный век – средневековье | 4,2 километра к юго-востоку от села Тохтарово                                     |
| 563            | Курганная группа Тохтарово Х    |             | ранний железный век                 | 4,5 километра к юго-востоку от села Тохтарово                                     |
| 564            | Курган Борамбай I               |             | ранний железный век                 | 6 километров к юго-западу от села Шевченковка                                     |
| 565            | Стоянка Борамбай II             |             | эпоха бронзы                        | 5,5 километра к северо-востоку от села Шевченковка                                |
| 566            | Курган Борамбай III             |             | ранний железный век – средневековье | 6 километров к северо-востоку от села Шевченковка                                 |
| 567            | Курганная группа Койлыбай I     |             | ранний железный век                 | на северо-восточной окраине села Шевченковка                                      |
| 568            | Курган Койлыбай II              |             | ранний железный век – средневековье | 0,4 километра к югу от села Шевченковка                                           |
| 569            | Курганная группа Койлыбай III   |             | ранний железный век – средневековье | 2,8 километра к юго-западу от села Шевченковка                                    |
| 570            | Курган Койлыбай IV              |             | ранний железный век – средневековье | 3,2 километра к югу – юго-западу от села Шевченковка                              |
| 571            | Курганная группа Коктау I       |             | ранний железный век                 | 6 километров к юго-западу от села Шевченковка                                     |
| 572            | Курганная группа Коктау II      |             | ранний железный век – средневековье | 5,5 километра к юго-западу от села Шевченковка                                    |
| 573            | Курганная группа Шортанды I     |             | ранний железный век                 | 10,5 километра к северо-востоку от села Шевченковка                               |
| 574            | Курганная группа Шортанды II    |             | ранний железный век                 | 10 километров к северо-востоку от села Шевченковка                                |
| 575            | Курган Шортанды III             |             | ранний железный век                 | 6 километров к северо-востоку от села Шевченковка                                 |
| 576            | Курган Шортанды IV              |             | средневековье                       | 6,25 километра к северо-востоку от села Шевченковка                               |
| 577            | Могильник Шортанды V            |             | ранний железный век – средневековье | 5,75 километра к северо-востоку от села Шевченковка                               |
| 578            | Курганная группа Шортанды VI    |             | ранний железный век – средневековье | 0,7 километра к северо-востоку от села Шевченковка                                |
| 579            | Курганная группа Шортанды VII   |             | ранний железный век                 | 4,1 километра к северо-востоку от села Шевченковка                                |
| 580            | Курганная группа Шортанды VIII  |             | ранний железный век – средневековье | 4 километра к северо-востоку от села Шевченковка                                  |
| 581            | Курган Шортанды IX              |             | ранний железный век                 | 4 километра к северо-востоку от села Шевченковка                                  |
| 582            | Курган Шукубай V                |             | ранний железный век                 | 4 километра к северо-востоку от села Ырсай                                        |
| 583            | Могильник Шукубай VI            |             | эпоха бронзы – ранний железный век  | 3,7 километра к северо-востоку от села Ырсай                                      |
| 584            | Курган Шукубай VII              |             | ранний железный век                 | 4,3 километра к северо-востоку от села Ырсай                                      |